# Base Professor Julio Escudero
A Base Professor Julio Escudero é uma base de pesquisa permanente chilena na Antártida. É localizada na Ilha do Rei George. Situa-se dentro da comuna chilena da Antártica fundada pelo Instituto Antártico do Ministério das Relações Exteriores.